# Джонс, Оливер (пианист)
Оливер Теофилус Джонс (англ. Oliver Theophilus Jones) — канадский джазовый пианист, композитор и музыкальный педагог второй половины XX — начала XXI века. Двукратный лауреат премии «Джуно» в номинациях «Лучший джазовый альбом» (1986, Lights of Burgundy) и «Традиционный джазовый альбом года» (2009, Second Time Around), многократный лауреат премии «Феликс», лауреат Премии генерал-губернатора в области исполнительских искусств (2005), член Зала славы канадской музыки (2023). Офицер ордена Канады, кавалер Национального ордена Квебека, командор ордена Монреаля.

## Биография
Родился в Монреальском районе Маленькая Бургундия в семье выходцев с Барбадоса. Любовь к музыке в семье была наследственной, и Оливер с раннего детства ей интересовался. Уже в три года играл по памяти на пианино песни, услышанные по радио, в пять лет играл в церкви Юнион Объединённой церкви Канады, а в девять выступал как солист в кафе, клубах и театрах Монреаля. Позже совершал турне по Квебеку с разными музыкантами и выступал в США в составе гастрольного ансамбля The Bandwagon.
Классическое фортепиано изучал с Дейзи Питерсон Суини, старшей сестрой Оскара Питерсона; она же в 1959—1960 годах преподавала ему музыкальную теорию и композицию. Покинув в 1963 году Канаду, осел в Пуэрто-Рико, где в 1964—1980 годах был музыкальным директором Шоу-бэнда Кенни Гамильтона — оркестра, исполнявшего музыку калипсо и часто гастролировавшего по США с каверами песен из чартов Mainstream Top 40. Одновременно начал увлекаться джазом и часто выступал в качестве аккомпаниатора джазовых музыкантов.
По возвращении в Монреаль в 1980 году получил предложение о сотрудничестве от контрабасиста Чарли Биддла. С 1981 по 1986 год постоянно выступал в принадлежавшем Биддлу клубе Jazz & Ribs, также давал с Биддлом концерты на других площадках, завоевав известность как джазовый пианист. Хотя стилистическое сходство музыки Джонса и Оскара Питерсона долго не давало первому выйти из тени второго, его классическое музыкальное образование и блестящая техника, отработанная на произведениях Баха и Шопена, позволили ему в конечном итоге сделать себе имя. С 1981 по 1999 год он был постоянным участником Монреальских международных джазовых фестивалей, в том числе семь раз принял участие в церемониях их открытия или закрытия.
В клубе Биддла на Джонса обратил внимание музыкальный продюсер Джим Уэст, в это время готовивший запуск джазового лейбла Justin Time. Через год после подписания контракта на этом лейбле вышел концертный диск Live at Biddle’s Jazz and Ribs. На него вошли композиции в исполнении трио, состоявшего из Джонса (выступавшего также как дирижёр), Биддла и ударника Бернара Примо. Первый сольный альбом клавишника The Many Moods of Oliver Jones вышел в 1984 году. В 1985 году в ходе Монреальского фестиваля Биддл и Джонс записали совместный альбом для компании Spectra Scène.
С 1985 года регулярно гастролировал по Канаде, выступая соло или в составе джазовых трио Среди партнеров Джонса были басисты Мишель Донато, Дэйв Янг и ударник Арчи Аллейн. В 1986 году совершил тур в Австралии, Новой Зеландии и на Фиджи, в 1987 году впервые гастролировал в Европе, в 1988 году — на Кубе и в Бразилии, в 1989 году — в ряде стран Африки. Гастроли джазиста в Египте, Кот дИвуаре и Нигерии легли в основу документального фильма Канадской службы кинематографии «Оливер Джонс в Африке» (1989). В 1994 году был отправлен правительством Канады с серией концертов в Китай.
За период с 1982 по 1999 год записал более 15 альбомов, завоевав премию «Джуно» в 1986 году с диском Lights of Burgundy и премию «Феликс» в 1994 году с альбомом Just 88. В 1990-е годы давал в среднем 130 концертов в год. В начале 2000 года объявил о завершении исполнительской карьеры, но уже в 2002 году возобновил ее, завершив с басистом Скипом Беем работу над студийным альбомом Then and Now, начатую ещё за 16 лет до этого. В 2004 году в рамках Монреальского джазового фестиваля впервые выступил совместно со своим кумиром Оскаром Питерсоном. В 2009 году завоевал вторую в карьере премию «Джуно» с альбомом Second Time Around, а в 2010 и 2012 годах еще дважды становился номинантом на эту награду. Здоровье Джонса резко ухудшилось в 2015 году, и он вторично завершил музыкальную карьеру в начале следующего года, к этому моменту записал свыше 25 джазовых альбомов. В 2017 году на Монреальском международном фестивале чёрного кино прошла премьера документального фильма Oliver Jones Mind Hands Heart.
Помимо исполнительской карьеры, занимался также сочинением музыки, в частности, создав композиции для Оскара Питерсона и Чака Макферсона. С 1987 по 1995 год преподавал в Лаврентийском университете, с 1988 по 1995 год — в Университете Макгилла. В 2002 году занял пост художественного директора джазового отделения Монреальского фестиваля камерной музыки.

## Награды и звания
- Лауреат премии Организации исполнительских прав Канады (PROCAN) за вклад в джазовую музыку (1984)
- Премия «Джуно» в номинации «Лучший джазовый альбом» (1986, Lights of Burgundy)[1]
- Премия «Феликс» (1989, 1994, 2007, 2008)[1]
- Премия «Золотой дукат», Международный кинофестиваль в Мангейме (1990, за документальный фильм «Оливер Джонс в Африке»)
- Кавалер Национального ордена Квебека (1993)[3]
- Офицер ордена Канады (1994)[4]
- Премия генерал-губернатора в области исполнительских искусств (2005)[5]
- Национальная джазовая премия в номинациях «Запись года» и «Клавишник года» (2006, альбом Just You, Just Me)
- Премия «Джуно» в номинации «Традиционный джазовый альбом года» (2009, Second Time Around)[1]
- Увековечен на марке Почты Канады (2013)
- Член Академии великих монреальцев (2014)[6]
- Командор ордена Монреаля[фр.] (2016)[6]
- Член Зала славы канадской музыки (2023)[2]
- Почетный доктор Лаврентийского (1992), Макгиллского (1995), Уинсорского университетов (1999), Университета Святого Франциска Ксаверия (1996) и Университета Куинс (2017)